# Генрік Равн
Генрік Равн (англ. Henrik Ravn, нар. Данія) — данський стронгмен. Найвище досягнення — перше місце у змаганні за звання Найсильнішої людини Данії у 1993 та 1994 роках.
У 1992 році узяв участь у змаганні за звання Найсильнішої людини Європи, однак посів восьме місце. Вдруге на міжнародну арену вийшов через рік — у 1993 році був запрошений до участі у змаганні Найсильніша людина світу, однак в топ-3 не потрапив.

## Особисті показники
- Присідання з вагою: 300 кґ
- Вивага лежачи: 200 кґ
- Мертве зведення: 300 кґ